# Rio Balagas
O Rio Balagas é um curso de água do norte da Etiópia e um afluente do Rio Tekezé.